# 雾社山樱花
霧社山櫻花（學名：Prunus taiwaniana）为臺灣特有的蔷薇科李属物種。

## 分布
野生霧社山櫻花主要分布於台灣中海拔山區，在部分園區亦有人工種植。

## 扩展阅读
- 維基物種上的相關：雾社山樱花